# Tudeh-Partei
Die Tudeh-Partei oder Tudeh-Partei Iran (persisch حزب توده ایران „Partei der Massen von Iran“ oder „Partei des Volkes Irans“, DMG Ḥezb-e tūdeh-ye Īrān), englisch Tudeh Party of Iran („Tudeh-Partei von Iran“), genannt auch Tudeh-Partei des Iran, ist eine seit 1941 bestehende iranische marxistisch-leninistische Partei. Die „Massen-Partei“ war Teil der Oppositionsbewegung gegen Mohammad Reza Pahlavi, die in der Islamischen Revolution von 1979 mündete. Seit 1949 ist sie in Iran zu wiederholten Malen verboten worden. Daher ist sie hauptsächlich aus dem Exil aktiv.

## Kommunistische Partei Iran (KPI)
Die Geschichte der kommunistischen Bewegung Irans reicht ins späte 19. Jahrhundert zurück, als der Marxismus durch eine schnell wachsende Industrie im Westen Europas und die damit verbundene Umwandlung feudaler in kapitalistische Strukturen Verbreitung fand. Vor allem im Norden Irans (Iranisch-Aserbaidschan), in geographischer Nähe zu Russland und Aserbaidschan bildeten sich im Untergrund aktive marxistischen Gruppierungen.
Nach der Oktoberrevolution im Jahr 1917 und der Gründung der Sowjetunion wurde auch Iran in den folgenden russischen Bürgerkrieg hineingezogen. Nach dem Beginn des Ersten Weltkriegs marschierten britische Truppen in Iran ein und blieben dort über das Kriegsende hinaus stationiert. Diese Truppen marschierten von Iran aus nach Baku, um die russischen Ölfelder zu besetzen, wurden aber von der Roten Armee zurückgeworfen und bis nach Iran verfolgt. Mit Gleichgesinnten gründete Mirza Kutschak Khan in Gilan eine eigene unabhängige Bewegung, die Waldbewegung (persisch نهضت جنگل Nahzat-e Dschangal, DMG Nahżat-e ǧangal), die, unterstützt vom kommunistischen Russland, im Juni 1920 eine von der Zentralregierung in Teheran unabhängige Iranische Sowjetrepublik ausrief. Mit der Ausrufung der Iranischen Sowjetrepublik wurde auch die Kommunistische Partei Iran (KPI) im Juni 1920 in Bandar Anzali, in der Provinz Gilan gegründet. Ihr Generalsekretär war Heidar Amu Oghly, der sich bereits an der Konstitutionellen Revolution Iran beteiligt hatte.
Nicht nur der Norden Irans, sondern auch die nördlichen Nachbarstaaten Irans waren in den Einfluss kommunistischer Bewegungen geraten. Die Rote Armee hatte am 11. Februar 1921 die Demokratische Republik Georgien eingenommen und die Georgische Sozialistische Sowjetrepublik errichtet. Bereits am 27. April 1920 war die Rote Armee in Aserbaidschan einmarschiert und hatte die Demokratische Republik Aserbaidschan durch eine Aserbaidschanische Sozialistische Sowjetrepublik abgelöst. Die politischen Gegner der Kommunisten sahen die Gefahr, dass ganz Iran unter den Einfluss des kommunistischen Russland geraten würde. In Gilan formierte sich eine iranische Rote Armee, die auf Teheran marschieren sollte.
Den im Norden Irans stationierten britischen Truppen (NorPerForce) war es nicht gelungen, den Vormarsch der Roten Armee zu stoppen. Aus diesem Grund hatte sich die britische Regierung entschlossen, ihre Truppen aus Iran zurückzuziehen und im Irak eine neue Verteidigungslinie aufzubauen. Im Norden Irans war mit sowjetischer Hilfe eine eigenständige Iranische Rote Armee aufgebaut worden. Nach dem Abzug der britischen Truppen aus Iran sollte die persische Kosakenbrigade den Kampf gegen die iranische Rote Armee führen. Am 21. Februar 1921 kam es zu einem Putsch gegen die Regierung von Premierminister Fathollah Akbar Sepahdar. Neuer Premierminister wurde Seyyed Zia al Din Tabatabai, der den neu ernannten Oberbefehlshaber der Persischen Kosakenbrigade und spätere Verteidigungsminister Reza Khan mit der Organisation des militärischen Widerstandes gegen die drohende Machtübernahme durch die KPI beauftragte. Am 25. Mai 1921 wurde Seyyed Zia al Din Tabatabai auf Druck von Ahmad Schah als Premierminister abgesetzt und Ahmad Qavam zum Premierminister bestimmt. Reza Khan blieb Verteidigungsminister. Um einer Offensive iranischer Regierungstruppen zu entgehen, bot Mirza Kutschak Khan unter der Bedingung einer Autonomie der Provinz Gilan seine Kapitulation an. Premierminister Qavam und Reza Khan, ließen sich jedoch auf dieses Angebot nicht ein und zerschlugen die Dschangali-Bewegung sowie die iranische Rote Armee.

## Verbot der KPI
Die militärische Niederlage der kommunistischen Bewegung hatte auch für die Kommunistische Partei Irans Folgen. Sie verlegte ihre Aktivitäten zunehmend in den Untergrund. 1925 wurde die Kadscharen-Dynastie von der Pahlavi-Dynastie abgelöst. Reza Khan wurde vom Parlament zum neuen Schah (Reza Schah Pahlavi) bestimmt. Das nun beginnende Reformprogramm begrenzte die Macht des schiitischen Klerus und begründete den modernen Nationalstaat Iran. Die Kommunistische Partei des Iran wurde 1931 durch ein vom iranischen Parlament verabschiedetes Gesetz verboten.

## Neugründung als Tudeh-Partei
Im Zuge der anglo-sowjetischen Invasion im Zweiten Weltkrieg marschierten 1941 Truppen Großbritanniens und der Sowjetunion in den offiziell neutralen Iran ein. Reza Schah wurde ins südafrikanische Exil gezwungen und sein Sohn Mohammad Reza Pahlavi trat seine Nachfolge an. Viele politische Gefangene wurden freigelassen. In dieser Atmosphäre kam es zur Reorganisation nationalistischer und sozialistischer Gruppen. Am 2. Oktober 1941 wurde die kommunistische Tudeh-Partei mit finanzieller und politischer Unterstützung durch die Sowjetunion offiziell gegründet, um die Arbeit der zuvor verbotenen KPI fortzusetzen. Zu den Gründungsmitgliedern gehörte u. a. der Schriftsteller Bozorg Alavi. Zu ihrem ersten Vorsitzenden wurde Soleiman Mohsen Eskandari gewählt. Obwohl die „Massen-Partei“ eine kommunistische Partei war, vermied sie es, jeden Bezug zum Kommunismus in ihrem Parteinamen oder ihrem Parteiprogramm herzustellen, da im Iran das Gesetz aus dem Jahr 1931, nach dem jede kommunistische Aktivität verboten war, weiterhin galt.
Von nun an war die Partei in stetigem Wachstum begriffen. Innerhalb eines Jahres wurde sie zur größten Partei des Landes. Vielerorts bildeten sich regionale Parteiorganisationen. Vornehmlich in Industriegebieten in Aserbaidschan, Isfahan, Gilan, Mazandaran und Chorasan. An dem ersten Parteitreffen im Februar 1942 in Teheran nahmen 120 Delegierte teil. Ein provisorisches Parteiprogramm wurde verabschiedet, in dem der Kampf gegen die Diktatur und das Eintreten für die Demokratie und die Menschenrechte im Mittelpunkt stand. Ferner wurde ein provisorisches Zentralkomitee gewählt, das die Partei bis zu ihrem ersten offiziellen Parteitag im Jahr 1944 leitete.

## Einzug ins Parlament
1944 zog die Tudeh-Partei mit 8 ihrer Kandidaten in das 14. Madschles ein. Dort unterstützte sie vorbehaltlos die Politik der UdSSR. Sie gründete die „Tudeh-Partei-Militärorganisation“ TPMO (persisch سازمان نظامى حزب توده ايران, DMG Sāzmān-e neẓāmī-ye ḥezb-e tūdeh-ye īrān), deren Mitglieder Offiziere der iranischen Armee waren. Die Tudeh-Partei unterstützte die separatistischen Bewegungen im Nordwesten des Iran, die zur Gründung Autonomen Republik Aserbaidschan und der kurdischen Volksrepublik führten. In der 14. Legislaturperiode setzte sich die Tudeh-Partei für die Gründung einer sowjetisch-iranischen Ölgesellschaft mit Sitz in Moskau für das Fördern und Verkaufen der Ölvorkommen im Nordiran ein. Die Gesellschaft sollte nach dem Vorbild der Anglo-Iranian Oil Company (AIOC) gestaltet sein.
Nachdem sich in der 15. Legislaturperiode eine Mehrheit des Parlaments gegen die sowjetisch-iranische Ölgesellschaft ausgesprochen hatte, führte die Tudeh-Partei den Sturz Premierministers Qavam herbei. Nachdem das iranische Parlament den Zugriff der Sowjetunion auf das iranische Öl im Norden abgelehnt hatte, kündigte der Tudeh-Abgeordnete Abbas Iskandari in einer langen Rede im Parlament die Verstaatlichung der iranischen Ölindustrie unter der Führung von Mohammad Mossadegh an. In dieser Zeit begann eine Mord- und Terrorserie im Iran, der zahlreiche Journalisten und Politiker, die als Gegner der Tudeh-Partei bekannt waren, zum Opfer fielen.

## Aufbau einer Massenorganisation
1946 zählte die Tudeh-Partei bereits 26.000 Mitglieder und war zu einem wichtigen Faktor der politischen Landschaft des Iran geworden. Der Tudeh-Partei war es gelungen, Teile der Arbeiterschaft, Studenten und Intellektuellen für ihre politischen Ziele einer klassenlosen Gesellschaft unter ihrer Führung zu gewinnen. Die wichtigste kommunistische Zeitung Rahbar (Führer) hatte eine Auflage von mehr als 100.000 und übertraf die halbamtliche Zeitung Ettela'at um das Dreifache. Die von der Tudeh-Partei dominierten Gewerkschaften hatten mehr als 275.000 Mitglieder.

## Verbot der Tudeh-Partei
Am Freitag, den 4. Februar 1949 kam es dann zu einem folgenschweren Attentat auf Schah Mohammad Reza Pahlavi. Der Attentäter Fakhr Arai hatte mehrere Schüsse auf den Schah abgefeuert, die ihn zwar verletzten, aber nicht tödlich waren. Noch am selben Tag kam es zu einer Sondersitzung des Parlaments, in der Premierminister Mohammad Sa'ed Maraghei zwei Regierungserklärungen abgab. In der ersten Erklärung beantragte er den Ausnahmezustand für die Stadt Teheran und Umgebung und in der zweiten beantragte er die Auflösung der Tudeh-Partei. Die Regierungserklärung, verlesen von Manutschehr Eghbal, lautete:

„Seit einigen Jahren haben sich in unserem Land verfaulte Verräter unter dem Name Hesbeh Tudeh Iran versammelt. Sie haben die einfachen Bürger mit Versprechungen verführt und Tag für Tag den Versuch unternommen, Chaos und Unordnung zu schaffen. Ihr Ziel ist es, die staatlichen Fundamente unseres Landes zu untergraben. Sie nehmen jeden noch so großen Schaden, Verletzungen und Verfolgungen, Mord und Plünderung in Kauf, um unser Land aufzuteilen, so wie sie es in Mazadaran, Gilan und Azerbaidschan vor einiger Zeit getan haben. Die uns vorliegenden Berichte belegen, wie sie die einfachen Bürger politisch zu verführen suchen und die kommunistische Ideologie zwischen Jugendlichen und Studenten verbreiten, um die Grundlage für eine Revolution vorzubereiten. Aus diesem Grund hat die Regierung zum Schutze unseres Landes, zur Sicherung von Einheit und Unabhängigkeit und zur Vorbeugung von Chaos und Unruhe beschlossen, diese gegen die Unabhängigkeit unseres Landes gerichtete Partei aufzulösen und verräterische Personen, gegen die ausreichende Beweise vorliegen, auf der Grundlage des Gesetzes zu verhaften und zu bestrafen.“

Die Abgeordneten stimmten in der Sitzung am 5. Februar 1949 dem Antrag der Regierung, die Tudeh-Partei mit sofortiger Wirkung aufzulösen, ohne Gegenstimme zu.
Die Partei wurde aufgelöst, Parteimitglieder verhaftet und vor Gericht gestellt. Mehrere Parteiführer wurden zum Tod verurteilt, flohen aber in die Sowjetunion. Die Partei stellte ihre Tätigkeit allerdings nicht ein, sondern arbeitete wie schon zuvor die KPI zunächst im Untergrund weiter. Im Oktober 1949 wurde von ehemaligen Mitgliedern der Tudeh-Partei wie Maleki nach dem Vorbild der Nationalen Front der DDR die Nationale Front Iran unter der Führung von Mohammad Mossadegh gegründet, um den Mitgliedern der verbotenen Tudeh-Partei die Möglichkeit einer offenen politischen Tätigkeit und die Teilnahme an Parlamentswahlen zu ermöglichen. Das nach sowjetischen Vorgaben politische „Konzept der Nationalen Front“ wurde bereits 1944 auf einer Arbeitssitzung der Exil-KPD von Wilhelm Florin vorgestellt. In der Nationalen Front sollten dem Anspruch nach alle gesellschaftlichen Gruppen Einfluss auf gesellschaftspolitische Prozesse nehmen können. Faktisch war die Nationale Front jedoch ein Mittel, um iranische Oppositionsparteien zu disziplinieren und die Vormachtstellung der Tudeh-Aktivisten zu festigen. Trotz des Verbots wuchs die Mitgliedschaft der Tudeh-Partei in den Jahren 1950/51 deutlich an. Grund dafür dürfte die zunehmende Wirtschaftskrise im Iran gewesen sein.

## Unterstützung der Regierung Mossadegh

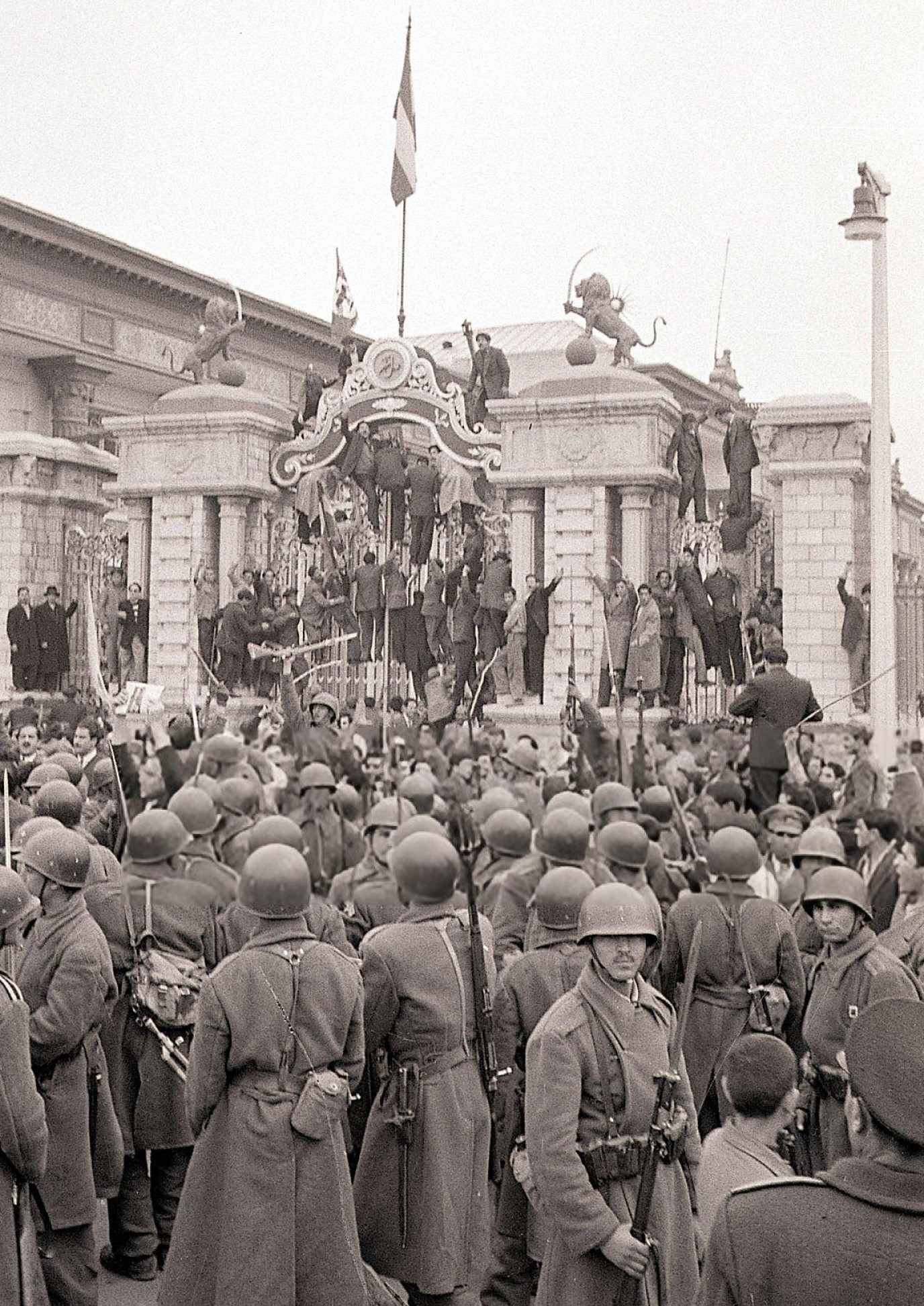
Der Putsch gegen Mossadegh: Soldaten der iranischen Armee vor dem Parlamentsgebäude in Teheran (19. August 1953)

Am 8. Mai 1951 wurde der zuvor vom Schah ernannte Mohammad Mossadegh vom iranischen Parlament als Premierminister bestätigt. Ab diesem Zeitpunkt nahm die Tudeh-Partei ihre Arbeit wieder offiziell auf, da die Regierung Mossadegh das weiterhin bestehende Verbot nicht weiterverfolgte. Bereits am Vortag seiner parlamentarischen Bestätigung hatte die Tudeh-Partei einen offenen Brief an Mossadegh gerichtet, in dem die Freilassung aller politischen Gefangenen, die Aufhebung des Verbots kommunistischer Aktivitäten sowie die Zulassung aller politischer Parteien gefordert wurde. Obwohl die Tudeh-Partei in den kommenden Monaten zu einem wichtigen Bündnispartner Mossadeghs wurde, blieb sie offiziell weiter verboten.  In ihrer Selbstdarstellung nimmt die Tudeh-Partei für sich in Anspruch, „alle ihre Kräfte und Möglichkeiten für die Verteidigung Dr. Mossadeghs in Gang gesetzt und praktische Ansätze zur Bildung einer Volksfront zur Wahrung der Bewegung geschaffen“ zu haben. Weiter heißt es:

„Leider hat Dr. Mossadegh den Warnungen der T.P.I nie Aufmerksamkeit geschenkt und mit übertriebenem Vertrauen zu den Leuten um sich, die ihn dann verrieten, nicht die Bereitschaft gezeigt, uns in den entscheidenden Momenten für den Kampf gegen Unterdrückung und Kolonialismus die Hand zu reichen.“

Als sich das politische Ende der Regierung Mossadegh im Sommer 1953 abzeichnete, schrieb die Führung der Tudeh-Partei am 20. Juli 1953 einen offenen Brief an Mossadegh, in dem sie die Kündigung aller Abkommen zur militärischen und technischen Hilfe durch die USA und den Abbruch der diplomatischen Beziehungen mit den USA forderte. Am folgenden Tag kam es zu einer von der Tudeh-Partei organisierten Massendemonstration mit geschätzten 40.000 Teilnehmern, um den Forderungen nach Abbruch der Beziehungen zu den USA Nachdruck zu verleihen. Die Sowjetunion fragte am 9. August 1953 an, ob ein Verhandlungsteam in den Iran kommen könne, um Mossadegh Wirtschaftshilfe und die Rückgabe von elf Tonnen Gold, die die Sowjetunion mit dem Abzug ihrer Truppen nach Ende des Zweiten Weltkriegs aus Iran mitgenommen hatte, anzubieten.
Am 19. August 1953 wurde Mossadegh im Rahmen der Operation Ajax mit Hilfe der iranischen Armee und des britischen und amerikanischen Geheimdienstes (MI6, CIA) gestürzt. Von nun an sah sich die Tudeh-Partei einer massiven Verfolgung ausgesetzt. Die Führungskräfte wurden zunächst inhaftiert, nach drei Jahren aber größtenteils wieder auf freien Fuß gesetzt. Einfache Mitglieder der Tudeh-Partei verloren ihren Arbeitsplatz oder wurden ebenfalls inhaftiert.
1954 wurde eine im Untergrund operierende Militärorganisation der Tudeh-Partei aufgedeckt. 40 militante Parteianhänger wurden hingerichtet, 14 zu Tode gefoltert und 200 lebenslang eingesperrt. Zur selben Zeit tauchten verschiedene Unstimmigkeiten und Probleme innerhalb der Parteiorganisation auf. Unter anderem wurden Teile der Parteiführung des Verrats sowie der Unkenntnis des Marxismus-Leninismus beschuldigt.
Der 1957 gegründete Geheimdienst SAVAK erwies sich als effizientes und gefürchtetes Werkzeug der politischen Verfolgung. Die Tudeh-Partei agierte fortan ausschließlich im Untergrund und stand in stetiger Konfrontation mit dem SAVAK. Neben den Repressionen des SAVAK hatte die Tudeh-Partei auch mit ihrem Ruf zu kämpfen. Gerüchte und Halbwahrheiten über die Partei kursierten. So war von „Spionen Moskaus“, „Predigern des Atheismus“, „Feinden des Irans und des Korans“ die Rede. Außerdem sollen halbherzige Anhänger von Parteimitgliedern hingerichtet worden sein. Das Zentralkomitee der Tudeh-Partei verließ schließlich den Iran und ging in die DDR nach Ost-Berlin. Generalsekretär war in dieser Zeit Reza Radmanesh. Von Berlin aus wurde ein Radiosender betrieben, der im Iran empfangen werden konnte.
Am 14. Mai 1957 unterzeichneten der Iran und die Sowjetunion ein Abkommen, mit dem die seit dem Ende des Zweiten Weltkriegs bestehenden Grenzstreitigkeiten beigelegt werden konnten. Nach dieser positiven Entwicklung der Beziehungen zwischen der Sowjetunion und dem Iran sah die Tudeh-Partei für sich neue Möglichkeiten der politischen Teilhabe. Vom 25. Juni bis 17. Juli 1957 tagte das Zentralkomitee der Tudeh-Partei in Berlin, um das weitere Vorgehen und Wege aus der politischen Isolation zu diskutieren. Es wurde beschlossen, die Partei stärker als bisher als Partei des Fortschritts zu positionieren, politische Fehler, die in der Vergangenheit gemacht worden waren, öffentlich einzugestehen und mit einem neuen Parteiprogramm in die politische Offensive zu gehen. Als Sprecher des Zentralkomitees und Verbindungsmann zum ZK der SED fungierte von nun an Iraj Eskandiari. Der Sitz des ZK wurde von Berlin nach Leipzig verlegt.
Nachdem der Iran und die Sowjetunion ihre Beziehungen zu verbessern suchten, büßten die in der DDR im Exil lebenden Mitglieder der Tudeh-Partei ihre „Bedeutung als Kaderreserve für eine sozialistische Umgestaltung des Iran“ ein. Im August 1962 erklärte der Schah in einer an die Führung der Sowjetunion gerichteten Rede, dass er der Stationierung amerikanischer Raketen auf dem Gebiet des Iran nicht zustimmen werde. 1966 folgte die Lieferung sowjetischer Industrieanlagen an den Iran. Weitere Abkommen über technische Zusammenarbeit und die Lieferung sowjetischer Waffensysteme wurden Ende der 1960er und Anfang der 1970er Jahre abgeschlossen. Während des Schah-Besuchs in Moskau im Jahr 1968 wurde die Gründung einer gemeinsamen Kommission für wirtschaftliche Zusammenarbeit zwischen dem Iran und der Sowjetunion vereinbart. Durch die enge Zusammenarbeit zwischen der Sowjetunion und dem Iran kam die Tudeh-Partei in eine schwierige Lage, da sie einerseits der Annäherung der beiden Staaten nicht widersprechen konnte, aber gleichzeitig den Kampf gegen das „Schah-Regime“ fortsetzen sollte. So verwunderte es nicht, dass es zu einer Abspaltung mit maoistischer Ausrichtung kam. Desillusioniert über den Annäherungskurs zwischen dem Schah und der sowjetische Führung zogen einige Tudeh-Aktivisten in die Bundesrepublik Deutschland oder kehrten in den Iran zurück. Nicht wenige übernahmen Führungspositionen in Ministerien oder der Industrie oder arbeiteten für den SAVAK.

## Abspaltungen und Schwächung
1964 verließen einige kurdische Intellektuelle die Partei, um die Kurdische Demokratische Partei des Iran neu zu gründen. 1965 kam es zu einem parteiinternen chinesisch-sowjetischen Konflikt und zur erneuten Spaltung der Partei. Dabei verließen die maoistisch geprägten Parteikader um Gholamhoseyn Forutan und Ahmad Qasemi die Partei. Ihre Kritik richtete sich gegen die vorbehaltlose Übernahme der russischen Theorie, Kapitalismus und Sozialismus könnten friedlich koexistieren. Am 7. Oktober 1965 veröffentlichten Forutan und Qasemi einen Brief, in dem sie alle Beschlüsse des 11. Parteiplenums ablehnten. Ein Artikel Qasemis aus diesen Tagen trägt den Titel: Eine gewalttätige Revolution ist der Weg zur Befreiung des Iranischen Volkes. Ihnen folgten 1966 zahlreiche militante Mitglieder der Tudeh-Jugendorganisation, die sich ebenfalls neu formierten und als maoistische und revolutionäre Bewegung verstanden, zwei Charakteristika, die sie von der Tudeh-Partei nicht erfüllt sahen.
Ebenfalls 1966 wurden erneut Parteiführer verhaftet und zum Tode bzw. zu lebenslangen Haftstrafen verurteilt. Durch internationale Solidaritätsbekundungen, Hungerstreiks und Demonstrationen konnte das Schah-Regime dazu gebracht werden, die Todesstrafen in lebenslange Haftstrafen umzuwandeln. Unter den Inhaftierten befand sich auch Ali Chavari, der heutige Vorsitzende der Partei. Das Interesse an den Inhaftierten brachte der Tudeh-Partei neuen Aufwind und half, die Spaltungen der 1960er Jahre zu überstehen. Die Partei gewann wieder an Kraft und Einfluss. In den 1970er Jahren wurde sie zu einem wichtigen Faktor in der Islamischen Revolution.
Am 7. Dezember 1972 nahmen der Iran und die DDR diplomatische Beziehungen auf. 1975 besuchte der Vorsitzende des Ministerrats der DDR Horst Sindermann den Iran, um die weitere wirtschaftliche Zusammenarbeit zwischen der DDR und dem Iran voranzutreiben. Damit war die politische Situation für die noch in der DDR verbliebenen Aktivisten der Tudeh-Partei vollends problematisch geworden.

## Die Islamische Revolution
Die Volksrepublik China war im Zuge des Konflikts mit der Sowjetunion zu einem Unterstützer des Schahs geworden, um Iran vor dem sowjetischen „Sozialimperialismus“ zu schützen. Diese Haltung stieß in iranischen maoistisch-oppositionellen Kreisen auf wenig Verständnis. Daher kehrten Anfang der 1970er Jahre viele der maoistischen Aktivisten, die die Tudeh-Partei in den 1960er Jahren verlassen hatten, wieder zu ihr zurück.
Die Tudeh-Partei verfügte darüber hinaus über ein funktionierendes Netz von Auslandsorganisationen und Exilbüros in Osteuropa und der Sowjetunion. Kommunistische Parteien aus Italien, Frankreich und der DDR unterstützten die Tudeh-Partei finanziell und organisatorisch. Die Parteiführung war nicht selten in osteuropäischen Universitäten ausgebildet worden.
In der iranischen Oppositionsbewegung der 1970er Jahre konnte die Partei die Ereignisse zwar mitgestalten, wurde aber nie zur tragenden Kraft der immer breiter werdenden Proteste. Diese Rolle war dem schiitischen Klerus um Ajatollah Ruhollah Chomeini vorbehalten. Die Tudeh-Partei organisierte Streiks und Demonstrationen in Fabriken und an den iranischen Universitäten, sie verbreitete Anti-Schah-Publikationen und versuchte Einfluss im Parlament zu gewinnen, in dem ausschließlich schahtreue Abgeordnete vertreten waren. Waffengewalt lehnte sie dabei strikt ab, sie forderte vielmehr den friedlichen Umsturz des Schahregimes und ein Ende der Monarchie. Stattdessen sollte eine demokratische Republik gegründet werden, nach Überzeugung der Tudeh-Partei ein notwendiger Zwischenschritt auf dem Weg zur Errichtung einer sozialistischen Gesellschaft.
Die Oppositionsbewegung, zu der neben der Tudeh-Partei und dem schiitischen Klerus noch die Nationale Front und die radikalen und mit Waffengewalt agierenden Volksmodschahedin gehörten, entwickelte sich bis 1979 zu einer Massenbewegung. Am 16. Januar 1979 verließ der Schah das Land und wenige Tage später landete Ayatollah Chomeini als gefeierter Volksheld auf dem Teheraner Flughafen, um das Land in eine Islamische Republik zu verwandeln.
Noureddin Kianouri, ein früheres Mitglied des Zentralkomitees der Tudeh-Partei, der nach dem Sturz Mossadeghs im August 1953 in der DDR Zuflucht gesucht und dort nahezu 25 Jahre im Exil verbracht hatte, kehrte in den Iran zurück und wurde ihr Generalsekretär.
In den ersten Jahren der Islamischen Republik Iran arrangierte sich die Tudeh-Partei mit der Herrschaft der Mullahs und der unbeschränkten Machtbefugnis des Obersten Rechtsgelehrten Chomeini. Sie rief ihre Anhänger dazu auf, im Volksentscheid 1979 für die Islamische Republik zu stimmen. An den 1980 abgehaltenen ersten Parlamentswahlen der neuen Republik nahm sie offiziell teil. Der Sieg ging aber deutlich an die konservativen Kräfte.
Dennoch entschloss sich die Tudeh-Partei, die neue Regierung zu unterstützen. Bei der Bekämpfung seiner Feinde legte das neue Regime eine Brutalität an den Tag, die der des SAVAK in nichts nachstand. Nachdem die Mudschahedin keine akute Gefahr mehr darstellten, d. h. zahlreiche Mitglieder hingerichtet oder inhaftiert waren, richtete sich die Aufmerksamkeit des Regimes und dessen militärischer Organisation (der Revolutionsgarde) zunehmend auf die Tudeh-Partei.
Verhaftungen und Hinrichtungen
1982 kam es dann zum konzentrierten Schlag gegen die Partei. Bis zu 10.500 Tudeh-Mitglieder und Unterstützer wurden als „sowjetische Spione“ bezeichnet und inhaftiert. Viele der Inhaftierten wurden hingerichtet und führende Personen gezwungen, öffentlich ihrer Ideologie abzuschwören. Außerdem erging am 4. Mai 1983 ein neuerliches Parteiverbot, das bis heute in Kraft ist. Die Tudeh-Partei agiert seitdem wieder im Untergrund. Die Führung der Partei ist hauptsächlich im Exil.
Im Mai 1985 veröffentlichte die Tudeh-Partei eine Erklärung, der zufolge sie die Islamische Republik ablehnt und bekämpft.

## Politische Positionen
In jüngeren Publikationen hebt die Tudeh-Partei vor allem die hohe Arbeitslosigkeit und schlechte volkswirtschaftliche Lage des Iran hervor. Sie richtet sich scharf gegen das ihrer Ansicht nach mittelalterliche Regime um Seyyed Ali Chamene’i. So heißt es, dessen Politik sei reaktionär und letztendlich die Fortsetzung der Schah-Despotie unter religiösen Vorzeichen. Das korrupte Regime sei nicht in der Lage gewesen, die ökonomischen und sozialen Krisen des Landes zu bewältigen. Bald fanden sich Kritiker und Opposition in denselben Folterkellern wieder wie vor der Revolution. Die Tudeh-Partei fordert weiterhin die Vereinigung der Arbeiter und die Errichtung einer sozialistischen Gesellschaft.